# Stubbe – Von Fall zu Fall: Tod auf der Insel
Tod auf der Insel ist ein deutscher Fernsehfilm von Oliver Schmitz aus dem Jahr 2018. Es handelt sich um das Serienspecial der ZDF-Kriminalfilmreihe Stubbe – Von Fall zu Fall mit Wolfgang Stumph in der Titelrolle.

## Handlung
Wilfried Stubbe ist seit inzwischen vier Jahren Pensionär. Ein gemeinsamer Urlaub mit seiner Lebensgefährtin Marlene Berger soll von seinem tristen Haushaltsalltag ablenken. Marlene empfängt ihn freudig auf der kleinen Nordseeinsel Wittsund, wo sie schon seit drei Tagen auf ihn wartet. In der Pension wundert man sich ein wenig, dass die beiden getrennte Zimmer gebucht haben. So wird schnell klar, dass die beiden eine Krise haben. Marlene hatte den „langweiligen alten Sack vor drei Monaten in die Wüste geschickt“, so wie Stubbe das kurz zusammenfasst. Trotzdem möchte Marlene ihre Beziehung nicht gleich aufgeben, sondern daran arbeiten. Deshalb hat sie ihren Stubbe hier auf die einsame Insel eingeladen. Stubbe zweifelt, ob das der richtige Weg wäre. Dass er nichts mehr mit seinem Leben anzufangen weiß, hat er selber bemerkt, aber noch keinen Ausweg gefunden. Auch wenn Marlene jetzt von ihm erwartet, dass er ein wenig in sich geht und der optimistische, neugierige Typ von früher wieder zum Vorschein kommt, hat er immer noch keinen Plan, wie das gehen soll. Marlene muntert ihn schmunzelnd auf, einfach nur als ehemaliger Mordermittler herauszufinden, wer ihren alten Stubbe umgebracht hätte. Doch so wie sich Marlene das vorstellt, funktioniert das bei Stubbe nicht. Zumal Stubbe nicht nur eine Beziehungskrise, sondern auch gesundheitliche Probleme hat. Kurz nachdem sich Marlene zurückgezogen hatte, erlitt er einen Herzinfarkt und musste sich einer Stent-OP unterziehen, was er ihr bis heute nie gesagt hat. Nach einer schlaflosen Nacht packt er seinen Koffer und will wieder abreisen. Marlenes Zuruf überhört er kurzerhand, doch sie will ihn nicht aus privaten Gründen aufhalten, sie hat gerade eine Leiche im Wasser gefunden. Ein passender Grund Stubbe auf der Insel zu halten, damit die Polizei nicht denkt, er flüchtet, weil er etwas mit der Toten zu tun hat, die eine Einschussstelle in der Stirn trägt. Es handelt sich dabei um Petra Brodersen, die vor kurzem zur Beerdigung ihres Vaters auf die Insel gekommen war. Vor einigen Jahren war hier auf der Insel ihr Sohn beim Spielen von einer Düne verschüttet worden und starb. Petra gab ihrem Vater die Schuld, weil er nicht aufgepasst hätte. Er hatte ihr dann sein Haus überschrieben, was sie aber sofort verkauft hatte. Die neuen Besitzer sind im Nachhinein aber nicht zufrieden mit ihrem Kauf, weil das Haus derart sanierungsbedürftig ist, dass es ihren finanziellen Rahmen sprengt. Sie hatten Petra Brodersen sogar wegen arglistig verschwiegener Mängel verklagt.
Während Marlene sich in die Ermittlungen mit einklinkt, geht Stubbe zurück in die Pension und recherchiert auf seine Art. Nach Windstärke und Strömungsverhalten des Wassers versucht er sich den möglichen Tatort auszurechnen. Auch den Weg des Opfers kann er nachvollziehen und findet so tatsächlich Geschosshülsen und auch ein Projektil, sodass mit den Waffen, die auf der Insel vorhanden sind, Abgleiche getätigt werden können. Für die offiziellen Ermittlungen wurde ein Kommissar vom Festland eingeflogen, den Stubbe nicht besonders leiden kann. Ganz im Gegensatz zu den beiden Inselpolizisten. Insbesondere mit Niklas Laab versteht sich Stubbe gut. Von ihm erfährt er, dass seine Kollegin Jördis und das Opfer eigentlich Freundinnen waren, sie sich aber in den gleichen Mann verliebt hatten. Jördis scheint entsprechend verstört und Niklas ruft Stubbe zu Hilfe, als seine Kollegin eigenmächtig und ohne triftigen Grund Peter Sievers, den Mann ihrer Freundin, festnimmt.
Da Familie Ritter mit dem Opfer im Streit lag und bei Engelbert Ritter tatsächlich eine Waffe gefunden wird, wird er festgenommen. In seinem Übermut hatte er sich zudem seiner Frau gegenüber gebrüstet, den Mord begangen zu haben. Damit scheint der Kommissar vom Festland zufrieden zu sein. Niklas allerdings, der seine Kollegin eigentlich liebt, muss erkennen, dass er nur eine Episode in Jördis Leben war. Sie ist noch immer in Sievers verliebt, weshalb sie ihn mit aller Macht am Abreisen gehindert hatte. Niklas erinnert sich, dass Jördis am Tatabend sehr intensiv ihre Dienstwaffe gereinigt hatte. Er spricht mit Stubbe über seinen schrecklichen Verdacht, wird aber von ihm beruhigt, dass er sich das nicht vorstellen könne. So geht Stubbe die möglichen Verdächtigen noch einmal durch und kommt zu dem Schluss, dass wahrscheinlich Brodersens Beerdigung der Auslöser war für den Mord an dessen Tochter. Da Stubbe bei seinen Streifzügen über die Insel auch Hermine Heinks kennengelernt hatte, weiß er von ihr, dass sie mit Brodersen befreundet gewesen war. Diese Freundschaft war möglicherweise tiefer, als er bei ihrem Gespräch erahnen konnte. Um das zu klären, fährt er zu ihr und kann sie gerade noch davon abhalten sich umzubringen. Sie meint zu Stubbe, dass Petra an ihrem Unglück schuld gewesen sei, weil ihr Vater ihretwegen die Insel verlassen hätte. Hermine blieb zurück und durfte jetzt nicht einmal zur Beerdigung kommen, weil Petra es ihr verboten hätte. Hermine wusste, dass im alten Brodersen-Haus eine alte Pistole versteckt war (die wenige Tage später Ritter bei seinen Sanierungsarbeiten gefunden hatte). Diese holte sie und schoss auf Petra.
Der Inselurlaub hat der Beziehung von Stubbe und Marlene tatsächlich gut getan. Während sie mit einem guten Gefühl abreist, will er noch ein paar Tage auf der Insel bleiben.

## Hintergrund
Der Film wurde vom 7. November 2017 bis zum 8. Dezember 2017 in Nordfriesland auf Amrum, Husum und Eiderstedt gedreht und von Polyphon Film & Fernseh GmbH produziert. Als Polizeiwache diente dabei das Tetenbüller Gemeindehaus.

## Rezeption

### Einschaltquote
Die Erstausstrahlung von Tod auf der Insel am 22. Dezember 2018 im ZDF erreichte 6,81 Millionen Zuschauer und einen Marktanteil von 21,7 Prozent. In der Zielgruppe der 14- bis 49-Jährige sahen 1,07 Millionen Zuschauer den Film, was 11,5 Prozent des Markatteils entsprach.

### Kritik
Tilmann P. Gangloff von tittelbach.tv meinte: „Der Film ist ein je nach Geschmack sympathisch altmodisch oder konventionell inszenierter Krimi, aber er verknüpft die Mördersuche geschickt mit der Beziehungsebene; und das Wiedersehen mit Stubbe ist ohnehin eine Freude.“ Für nervig und übertrieben konstruiert hält der Kritiker das Ehepaar Ritter. „Die beiden wirken derart ausgedacht, dass sie im Vergleich zu den realitätsnahen sonstigen Figuren fast grotesk anmuten.“
Die evangelisch.de schrieb : „Das vielköpfige […] Ensemble besteht nicht bloß aus Verdächtigen, sondern aus Menschen mit jeweils eigener Geschichte. Zur Komplexität der Handlung tragen auch diverse Details bei, etwa eine im Wind quietschende Friedhofstür oder ein Spielzeugbagger, den Stubbe am Strand findet, als er mit einem Metalldetektor nach einer Patronenhülse sucht. Der Witz entsteht durch einen Schnitt: Ganz in der Nähe […] steht [der] gleiche Bagger, allerdings in groß. Schönste Nebensache ist ein Papierpenis, den Stubbe vor der Hotelzimmertür des arroganten Kommissars vom Festland deponiert; der Mann hatte ihm als Hobby für den Ruhestand Origami empfohlen.“
Sidney Schering bei quotenmeter.de stellte fest: Auch dieser Film bleibt „dem alten ‚Stubbe‘-Schema treu, dass sich der Neunzigminüter mehr um die Menschen dreht, die Stubbe bei den Ermittlungen kennenlernt – und weniger um ihn selbst. Das bedeutet, in anderen Worten, dass es in diesem Comeback wieder einmal wenig von Stubbe zu sehen gibt – und er sich über weite Strecken nicht sehr stubbehaft verhält.“ Weiterhin befand er: „Dadurch entfaltet der Nebenstrang um den mit dem Älterwerden hadernden Ex-Polizisten nicht die intensive, emotionale Wirkung, die angesichts der betont traurigen Filmmusik und der gräulich-melancholischen Inszenierung zu erwarten stünde. Darüber hinaus ist der zentrale Kriminalfall generisch geraten, so dass weder Stubbe besonders gefordert wird, noch das treue Krimipublikum. Stumphs Charme, die atmosphärische Bildgestaltung und die Szenen, die sich intensiver mit Stubbes Sorgen befassen, machen den Fall dennoch zumindest für Fans zu einem Einschalttipp.“
Die Kritiker der Fernsehzeitschrift TV Spielfilm vergaben die bestmögliche Wertung (Daumen nach oben), urteilten, der „harmlos-schnurrige Krimi dreht sich […] ums Seniorendasein und das Beziehungsgekrisel, weshalb die Szenen zwischen Stumph und der einnehmenden Trinker auch besser sind als der teils ungelenke Kriminalfall, der manchmal ein wenig wie Beiwerk wirkt“. Sie fassten zusammen: „Stubbe menschelt mehr als andere TV-Ermittler“.

„Am Ende sind zwei Fälle geklärt: die Beziehung der beiden Hauptdarsteller und ein Mordfall.“